# Briare
Briare é uma comuna francesa na região administrativa do Centro, no departamento Loiret. Estende-se por uma área de 45,3 km². Em 2010 a comuna tinha 5 302 habitantes (densidade: 117 hab./km²).